# Alphons Stübel
Pour les articles homonymes, voir Stübel.
Moritz Alphons Stübel est un géologue et volcanologue saxon né le 26 juillet 1835 à Leipzig et mort le 10 novembre 1904 à Dresde.